# Automolis maculifera
Automolis maculifera är en fjärilsart som beskrevs av Hans Daniel Johan Wallengren 1860. Automolis maculifera ingår i släktet Automolis och familjen björnspinnare. Inga underarter finns listade i Catalogue of Life.